# 中華航空611號班機空難
中華航空611號班機空難，又稱「澎湖空難」，是指2002年5月25日中華航空公司（以下簡稱「華航」）一架由當時的臺灣中正國際機場（今桃園國際機場）飛往香港國際機場（赤鱲角機場）的客機解體墜毀事故。當天一架波音747-200型、編號B-18255（舊機號B-1866）客機執行此定期航班，搭載206名乘客及19名機組員（包括正副駕駛及飛航工程師），在半途中於澎湖縣馬公市東北方23海浬的34,900呎（約10,640公尺）高空處解體墜毀，造成機上人員共225人全數罹難，為發生在臺灣境內死傷最慘重的空難。

## 事件經過
- 15時08分：華航611號班機從中正國際機場（現稱桃園國際機場），滑行起飛。本班機機長易清豐，副機長謝亞雄，飛航工程師趙盛國。
- 15時16分：臺北飛航情報區的區管中心指示該班機爬升至350空層（FL350，海拔35,000呎），這是航管與該班機最後的通話。
- 15時28分：飛機突然從雷達螢幕上消失，搜救行動展開[1]。
- 15時32分：在澎湖海域目斗嶼北方約10海浬處上空發生意外事故[2]。
- 18時：在澎湖縣目斗嶼外40海浬海面發現飛機殘骸（包括行李、文件、雜誌）[3][4]。

## 调查
中華航空611號班機空難由中華民國行政院飛航安全委員會調查，美國國家運輸安全委員會亦有派員到台灣協助指導。
由於CI611班機的墜毀非常突然，事故發生前飛行員與地面塔台間的聯絡一切正常沒有前兆 ，因此飛機剛墜毀時關於失事的原因眾說紛紜。雷達紀錄顯示CI611在墜毀時曾先分裂成三大塊結構後才墜入海中，因此認為遭中國人民解放軍飛彈擊中、恐怖攻擊的說法曾列在肇因名單的前幾位，除此之外像是隕石擊中、匿蹤戰機之類的武器誤擊也曾是認為的可能原因之一，但這些可能都遭到否定。在調查期間，調查人員發現本次空難和1996年環球航空800號班機空難十分相似，包括：
- 兩架客機都是波音747（TWA800是747-131，CI611是747-209B。发动机也是同一生产商，TWA800是普惠JT9D-7AH，CI611是普惠JT9D-7AW。）
- 兩架客機都是在爬升階段解體
- 兩架客機解體時沒有預警
- 兩架客機都是在高溫天氣起飛

這些因素都令調查人員認為CI611事故成因與環球航空800號班機空難近似，不過CI611班機的中央油箱沒有爆炸的痕跡，因此油箱起火並不是導致CI611班機墜毀的原因。
當調查員發現其中一塊機尾蒙皮（應力蒙皮）有修補過的現象，並有濃烈燃料味。他們將該塊蒙皮送往中山科學研究院檢查，發現該塊蒙皮有嚴重金屬疲勞的現象，經翻查肇事飛機的維修紀錄後，繼而發現了整個空難的始末，行政院飛安會於2005年2月1日結案：
1. 1980年2月7日，該航機曾在香港啟德機場執行CI009號班機時因機尾擦地損傷機尾蒙皮。當天飛機安排在機艙不加壓的情況下飛回臺灣，次日進行了臨時維修[10]。根據波音的維修指引，當外皮刮損時，新蒙皮的面積必須較受損的蒙皮面積最少增加百分之三十[9]，將其固定防止繼續撕扯；但當時僅用一塊面積與受損蒙皮相若的鋁板覆蓋該處。
2. 檢查確定機尾受損後，華航於1980年5月23日至26日進行永久性的維修。華航隨後在大修時，也未依波音所頒定的《波音结构维修手册》（Boeing Structural Repair Manual，SRM）更換整塊蒙皮，而是僅將刮傷處磨除後繼續覆蓋上原本的鋁皮補丁，但負責維修的人員於維修紀錄上卻寫明依照「波音維修指引」（SRM）進行維修，實際相關維修紀錄甚為簡略。22年來，後續維修人員相信該維修紀錄而未更進一步檢查。多年來累積的飛行，使不當維修的機尾部分出現金屬疲勞的現象，因為疏忽而沒徹底磨平的刮痕開始越裂越嚴重。
  - 1988年阿罗哈航空243号班机事故之后，机务规范要求对飞机可能产生腐蚀的位置进行直接目视检查；这种检查归入华航的飞机维护程序里面。失事的飞机在服役期间对这个不当维修的部位进行过若干次内部检查，最后一次例行检查是事故发生之前大约4年，所拍摄的照片显示了在该架飞机尾部，四周处肉眼可见的烟熏污渍，这是由于华航在1995年之前允许机上乘客在飞行中吸烟，而吸烟产生的烟雾（焦油和尼古丁）因舱内外气压差从机尾损伤裂缝处向外洩漏所致。这些深色痕迹（锈迹）预示着下面可能隐藏着结构损伤。

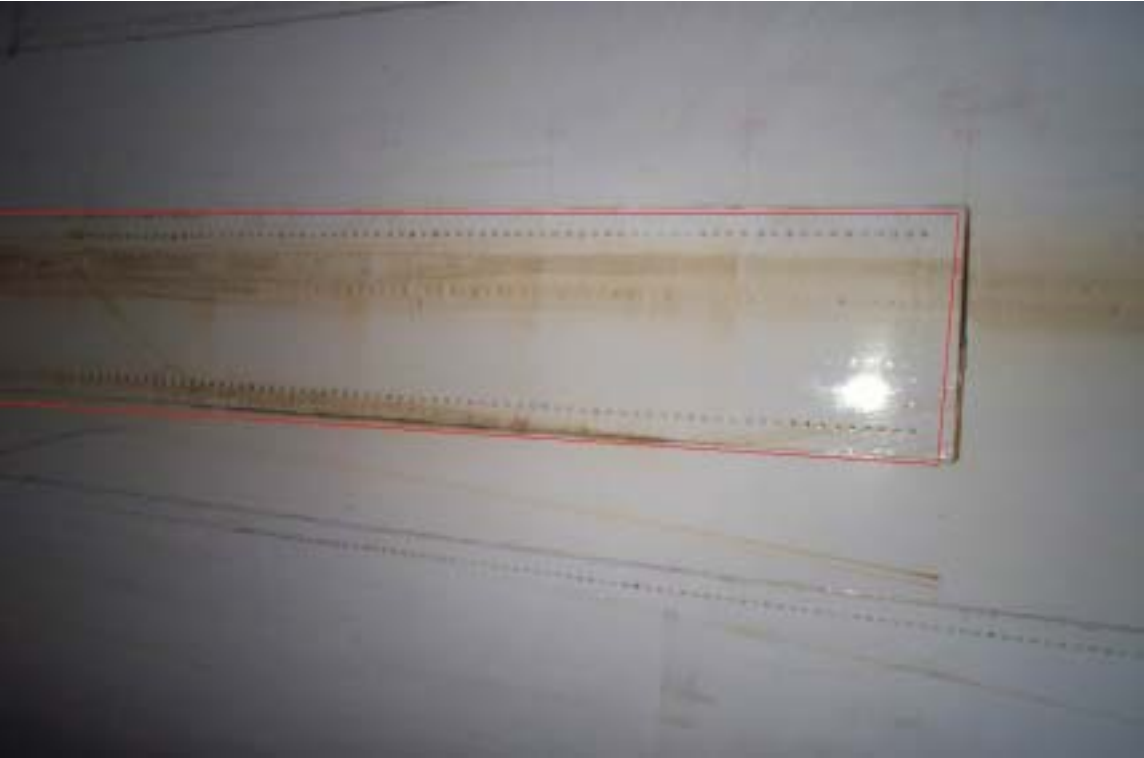
对涉事飞机进行检查时拍摄的加强板照片，四周的污渍肉眼可见
3. 當飛行期間，該處在已經裂開的狀態下因為內部加壓，機艙終於像氣球一樣爆裂，造成飛機機尾脫落並失控，最後因舱体突然结构解体，导致失控墜毀[11]。根據事故後回收的機身殘骸，該處裂痕至少長達90.5吋（約2.3公尺），而研究顯示在高空中飛機上的裂痕超過58吋（約1.5公尺）時就會有結構崩毀的可能。

惟华航对此事故调查报告表示异议，认为调查機構并没有找到能证明调查报告的飞机残骸。

## 涉事航機資料
空難中墜毀的飞机是華航當時的機隊中，僅存的一架波音747-200型客機（其他當時現役中同型機均為貨機）。注册号B-18255（原注册号B-1866），製造商序列編號（MSN）21843，生產線編號386，使用普惠JT9D-7AW引擎，在當時大幅換新的華航機隊中是一架1979年時出廠，機齡22年8個月，起降21,398次、飛行時數64,810小時的老飛機，也是華航購入的第二架波音747-200，華航早已簽訂合約將這架客機以145萬美元的價格出售給一家泰國國內航線業者泰國東方航空（Orient Thai Airlines），並預計在B-18255飛回臺北完成勤務後正式移交，即B-18255是在由華航操作的倒數第二趟載客飛行中墜毀。而當時華航其餘的747-200貨機（B-18752、B-18753、B-18755、B-18771）均使用推力更大的JT9D-7Q或JT9D-7R4G2引擎，華航引進的第一架747-200（編號B-18751/原編號B-1864，同樣使用JT9D-7AW引擎）也已於2002年4月退役。
而涉事客機B-18255在事發時的經濟艙座椅仍然使用早期一排9個座位（3+4+2）的佈局，而非後來在747上普遍使用的一排10座。

## 傷亡

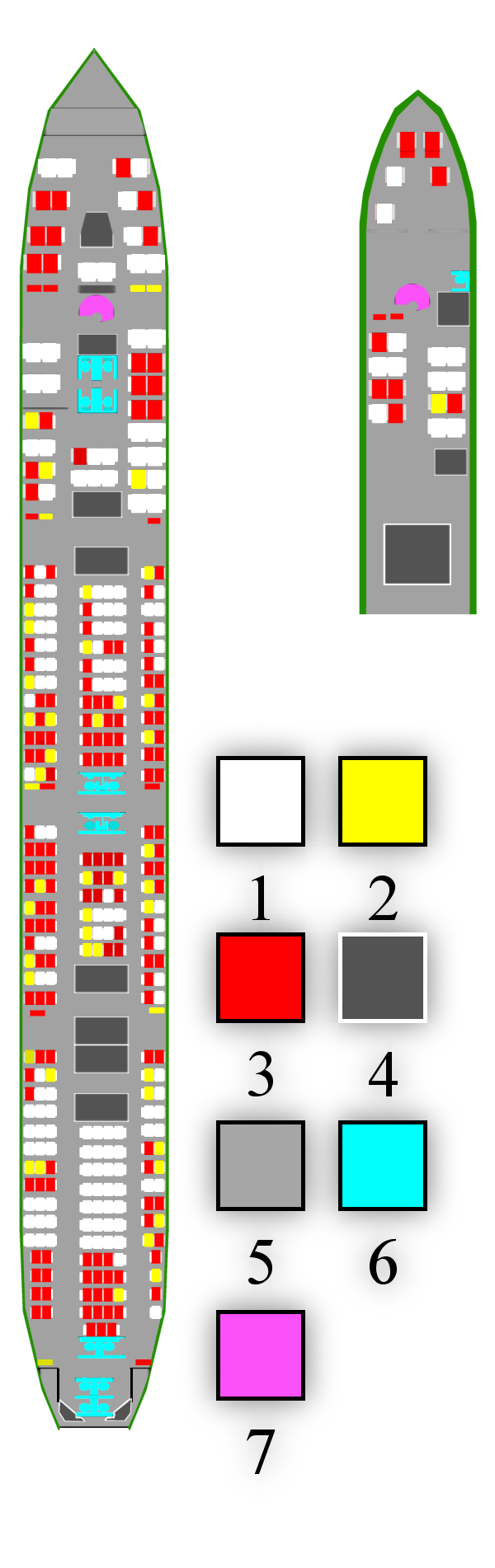
611班机机舱状况圖
1 = 空置座位
2 = 未尋獲遺體的乘客
3 = 已尋獲遺體的乘客
4 = 廚房
5 = 儲物櫃
6 = 洗手間
7 = 樓梯

在機上的225名乘客和機組人員中，只有175人的遺體被找到並辨認身份。首批82具屍體被發現漂浮在台灣海峽的海面上，被漁船和軍艦打撈上來。隨後則使用泥漿回收船來回收飛機殘骸和其餘屍體，其中著名死者為中華民國前立法委員游日正、香港前工務局局長李承仕之子李宗傲（本身是中華航空營業員），以及製造陳欽生冤獄案的調查局特務張繼田。
發現殘骸後，多方參與搜索及辨認遺體的工作，其中通過視覺識別、個人物品、指紋、牙科檢查和DNA測試來識別。只有三具機組成員的屍體被解剖。受害者的衣服和財產被編目則歸還給受害者的家人，大多數受害者都有頭部外傷、脛骨和腓骨骨折、背部嚴重擦傷和骨盆損傷等廣泛傷勢。不過大多數屍體幾乎完好無損，部分遇難者肺組織擴張、皮下氣腫、口鼻出血，另外在任何回收的屍體或他們的衣服上都沒有發現碳殘留物，也沒有發現任何火災、燃燒或爆炸損壞的跡象。

### 機組員名單
- 機長：易清豐 (51歲，飛行時數10100小時）[19]
- 副機長：謝亞雄 (52歲，飛行時數10100小時）[19]
- 飛航工程師：趙盛國 (54歲，飛行時數19100小時）[20][19]
- 空服員：
  - 男性：盛俐國、葉安成
  - 女性：陳愛倫、程倩如、盧惠珠、田瑜、范惠婷、邱慶一、于松娥、陳靜怡、蔡依霖、陳乃禔、郭如梅、林憶慈、徐惠婷、高欣梅[19][21]

### 國籍分布
| 國籍／本籍     | 乘客 人數 | 機組員 人數 | 總計 |
| -------------- | --------- | ----------- | ---- |
| 中華民國       | 190       | 19          | 209  |
| 中华人民共和国 | 9         | 0           | 9    |
| 香港           | 5         | 0           | 5    |
| 新加坡         | 1         | 0           | 1    |
| 瑞士           | 1         | 0           | 1    |
| 總計           | 206       | 19          | 225  |

## 後續

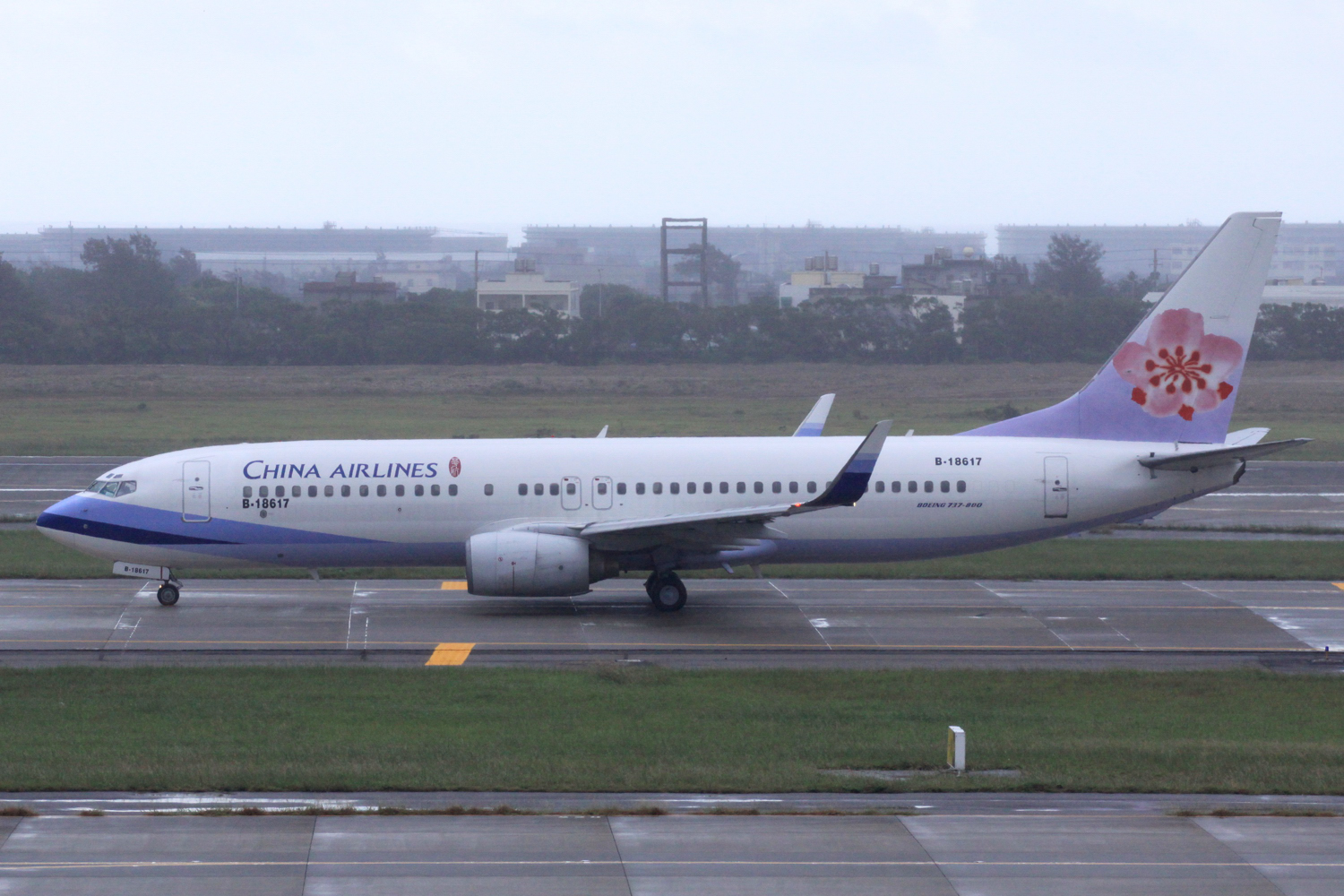
更改編號后的B-18617

失事飛機的目的地是香港，但由於當時台灣與中國大陸兩地尚未開通直航，事實上有不少乘客是準備從香港「繞道」至中國大陸的。此次空難令要求兩地直航的呼聲再起。
華航611號失事墜毀後，為了避免乘客恐慌及對罹難者的尊重，華航將航班編號「611」永久除役，將其波音747-200型貨機全數提前退役。而原本該時段由臺北飛往香港的班機，則由CI619航班來取代。除此之外，為了避開和此空難相關數字的使用，原本機隊中一架機身編號為B-18611的波音737-800型客機，也於2006年變更編號為B-18617。
2006年4月，在事故發生的22年前沒有妥善處理機尾損傷的華航前總工程師室結構工程師團隊，還有孫冀昌一人因人在美國遲未到案，致使法律刑責方面無法突破，直到檢方以視訊系統越洋偵訊孫冀昌，獲得孫冀昌的認罪說詞後，終於偵結。但因其素行良好且年事已高（起訴時已84歲），已不可能繼續維修民航機，故象徵性求處有期徒刑兩年、緩刑五年，後因孫冀昌已於2012年5月27日於美國離世，而由臺灣臺北地方法院諭知不受理之判決結案。

### 原定执飞飞机
當天原定計劃執行CI611班機的並非B-18255，而是編號為B-18272的波音747-400，但由於B-18272臨時調飛其他航班，華航只得調動正在進行出售前檢修的B-18255執行611號班機。这架飞机后来被波音购买，改装为波音747LCF。

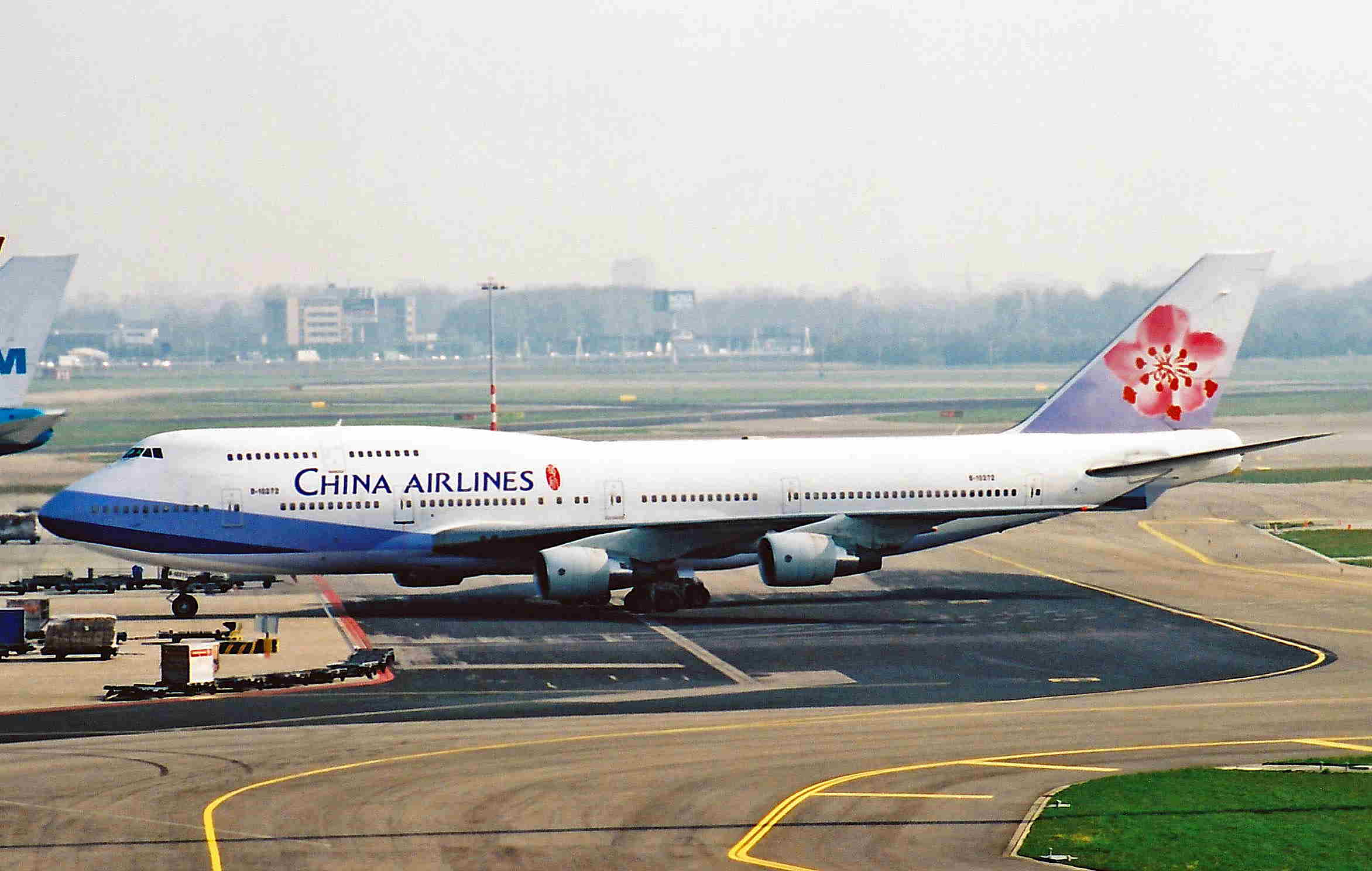
原定執行CI611班機的B-18272。

### 影響
此次空難在當時對澎湖縣的旅遊業觀光產業造成了極大衝擊，時任澎湖縣縣長賴峰偉曾希望當局開放「小三通」以彌補損失，而中華航空也為了補償此次空難為澎湖帶來的觀光衝擊，遂與澎湖縣政府於該年農曆七夕舉辦「千萬風情在菊島」活動，在農曆七夕當天掀起一波高潮。華航空姐與空少變裝演出，並在漁人碼頭施放高空煙火，該場次的活動帶來不少聚集駐足觀看的民眾，也讓原本低迷的觀光業似乎嶄露一線生機。借此机会，澎湖县政府於隔年（2003年）再次與各家航空業者及飯店等各業者合作正式舉辦「第一屆2003年澎湖海上花火節」活動，地點也移至馬公的觀音亭。

### 紀念

#### 空難紀念碑設立（中華航空紀念公園）
中華航空於空難滿周年後在湖西鄉林投公園軍人公墓設立紀念碑及男女老幼多名雕像在旁，象徵生命的循環誕生老死，一個終點開啟另外一個生命的起點，肅穆而莊嚴。
碑文正文紀載：
|  | 中華民國九十一年五月廿五日下午十五時二十八分二十八秒。中華航空公司611班機自台北飛香港。上升至三萬五千呎高空時。不幸發生空難。原因不明。機上旅客二〇六人。正副駕駛及服務人員十九人。全部在澎湖目斗嶼附近隨機墜海罹難。禍起瞬間。舉世震驚。經各方立即動員人員機艦盡力搜救。歷時數月。僅得遺體一百七十五具。今飛機殘骸已大致搜尋完畢。未能尋獲之罹難人士遺體。在茫茫大海中歷久未能發現。已再難搜尋。魂歸何處。良深痛悼。爰經眾議決定。在林投公園建紀念碑。俾供家屬春秋永祀。並刊罹難人士芳名於後。藉留承念。 |

#### 空難悼念補記碑設立
在空難滿三周年之後，時值所有的飛安調查也告一個階段並且公開，中華航空在紀念碑旁設置一個小的補記碑，內容陳述飛安會及相關專業領域的專家經過一番調查的過程及結果公布，並隨時警惕公司內部上下應該遵守國際共通規範，不應便宜行事，造成不可挽回的悲劇。
525罹難人士補記碑碑文正文如下：
|  | 中華民國九十四年五月廿五日，時值中華航空公司611班機失事三周年，適逢行政院飛行安全委員會甫於不久前公佈事件調查報告。依據該報告，飛行安全委員會雖仍無法斷定事故發生的確實原因，然認為此事故與「CI611班機接近巡航高度時，很可能因機身後段底部之結構失效而發生空中解體」有關，且不排除二十餘年來該機之維修檢查難免存在有未能為精密儀器所能發現之瑕疪。然航機維修原有一定之準則，且須經各有關機構之認證，惟何以仍肇致此一事故之發生，實有待各方之共同努力，虛心檢討，務使用此類事故不再發生。本公司懲前毖後，自必懍然於心，爰為補記，用慰亡靈，并資惕勵。中華航空公司謹記。 |

此後每年的5月25日當日前後，都會有空難罹難者家屬、當地遊憩民眾或救難人員前往該處擺放鮮花憑弔，紀念在這場空難中逝去的生命。

525華航澎湖空難紀念碑
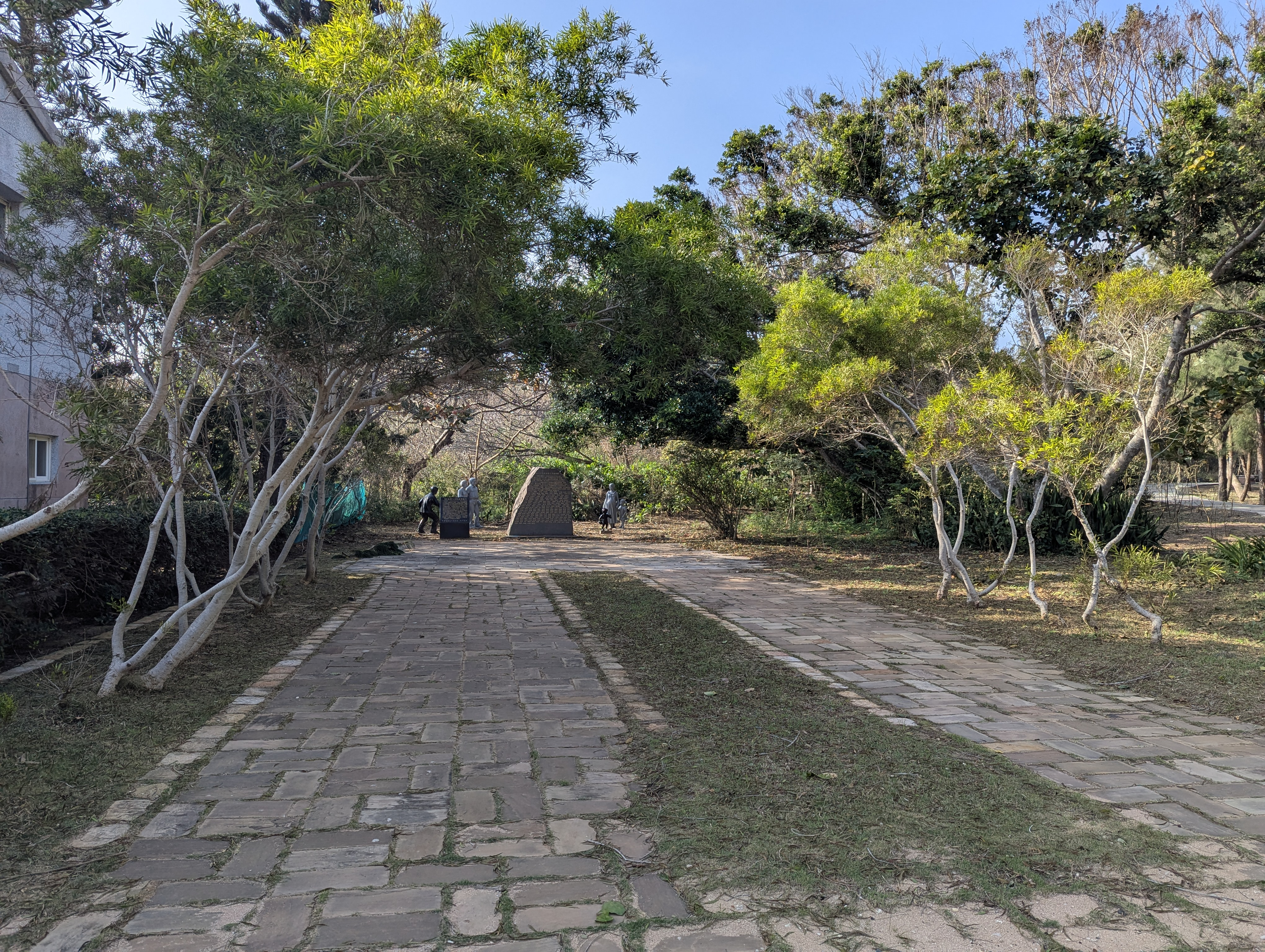
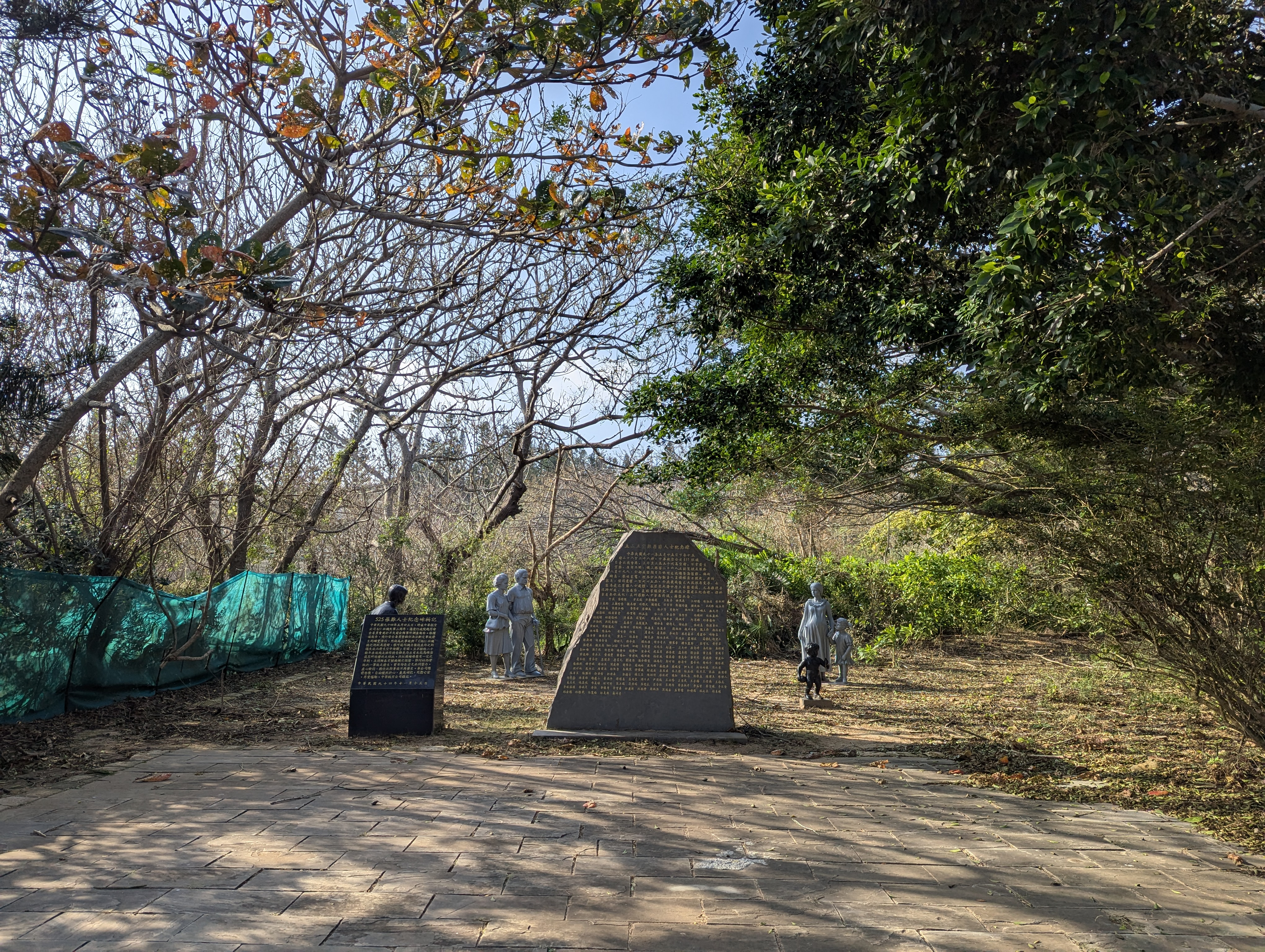
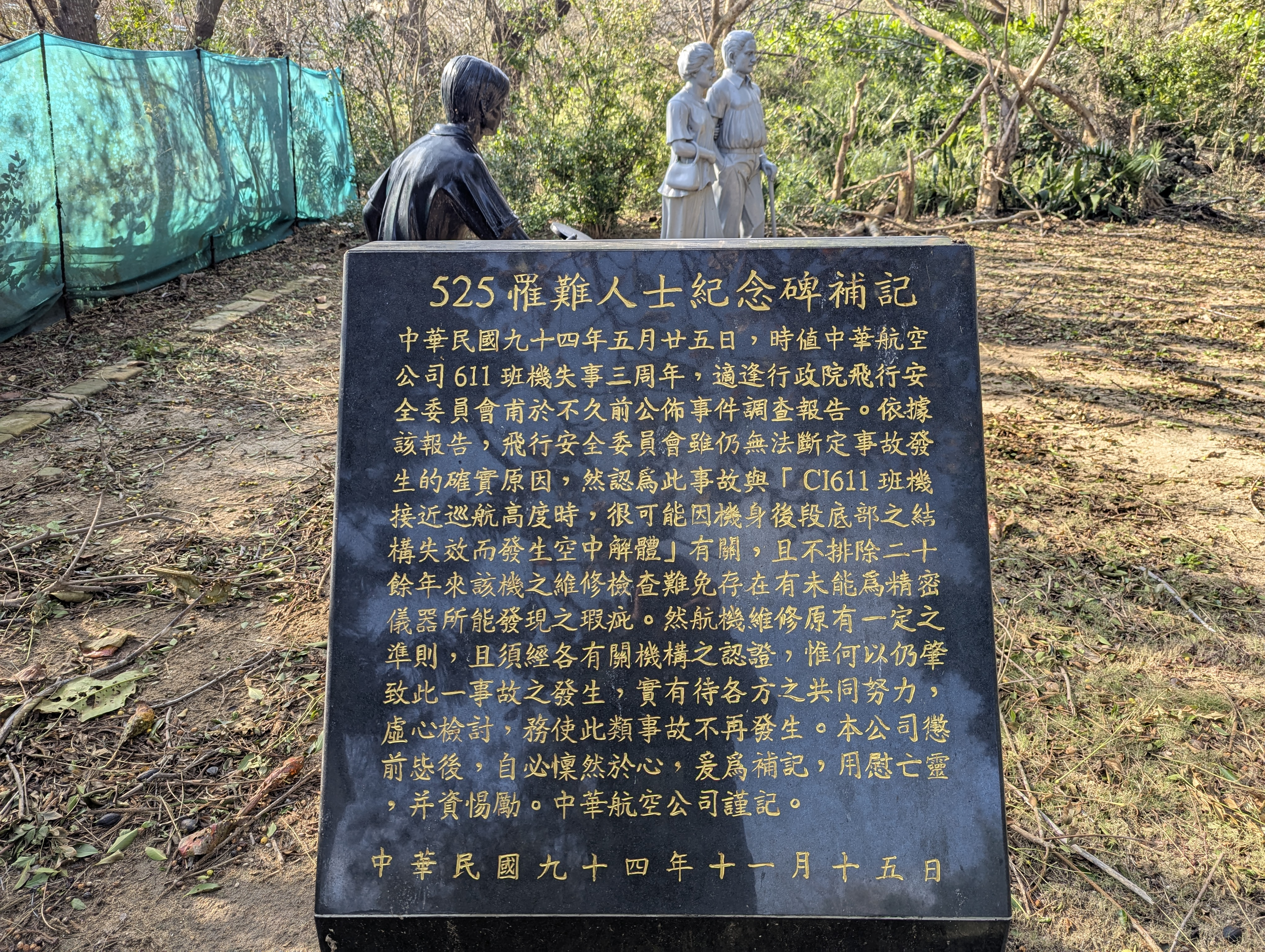
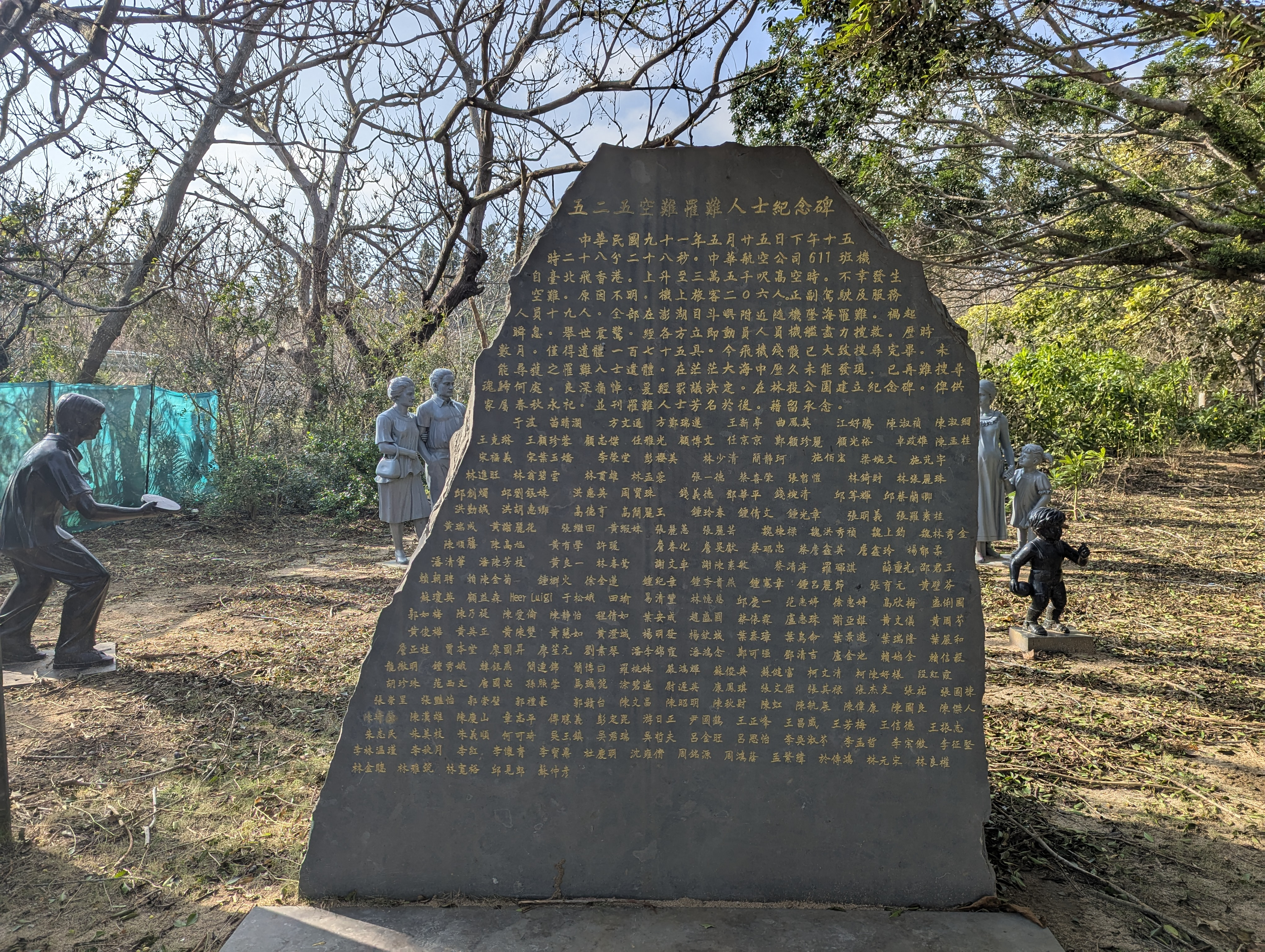
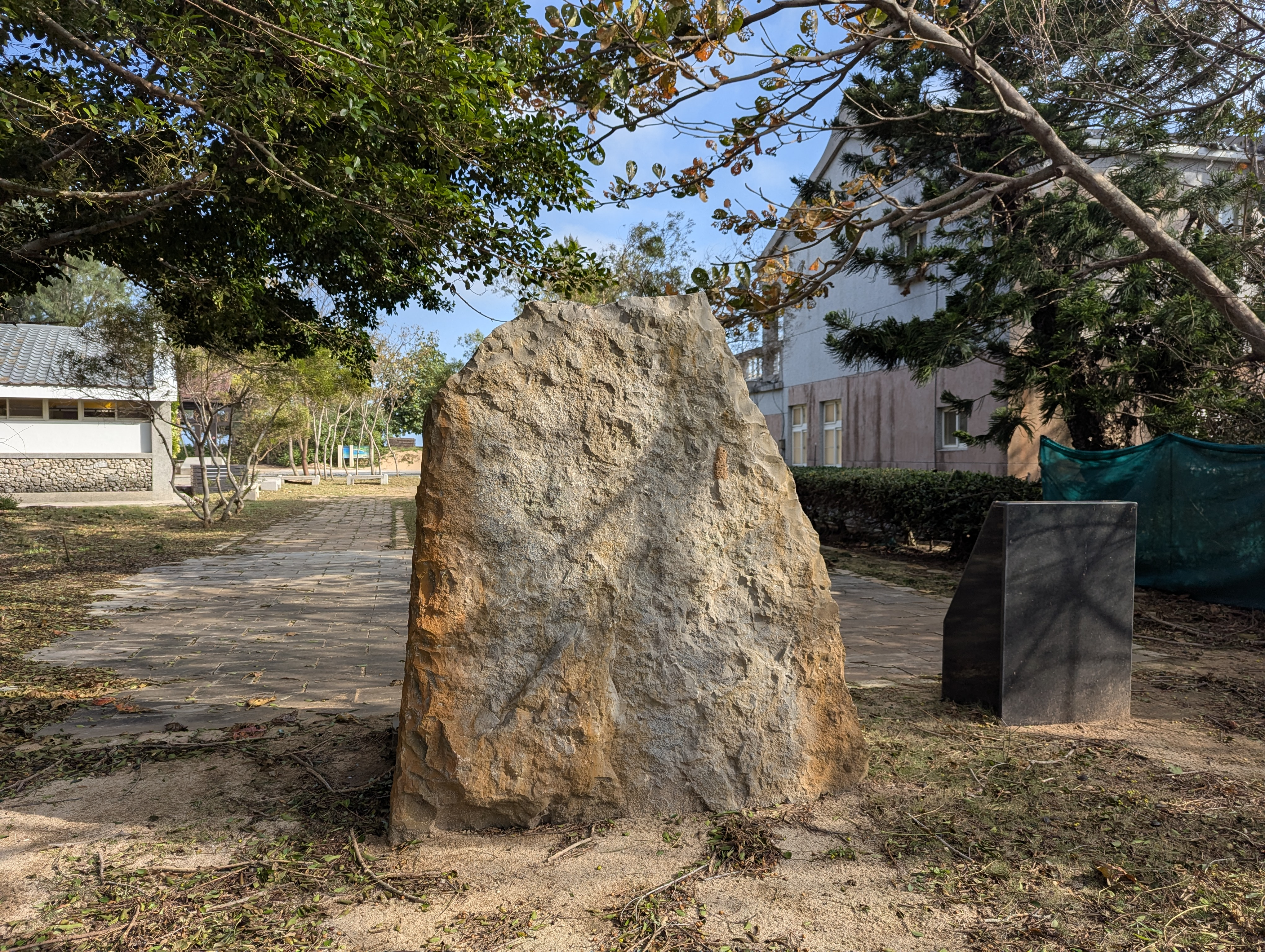
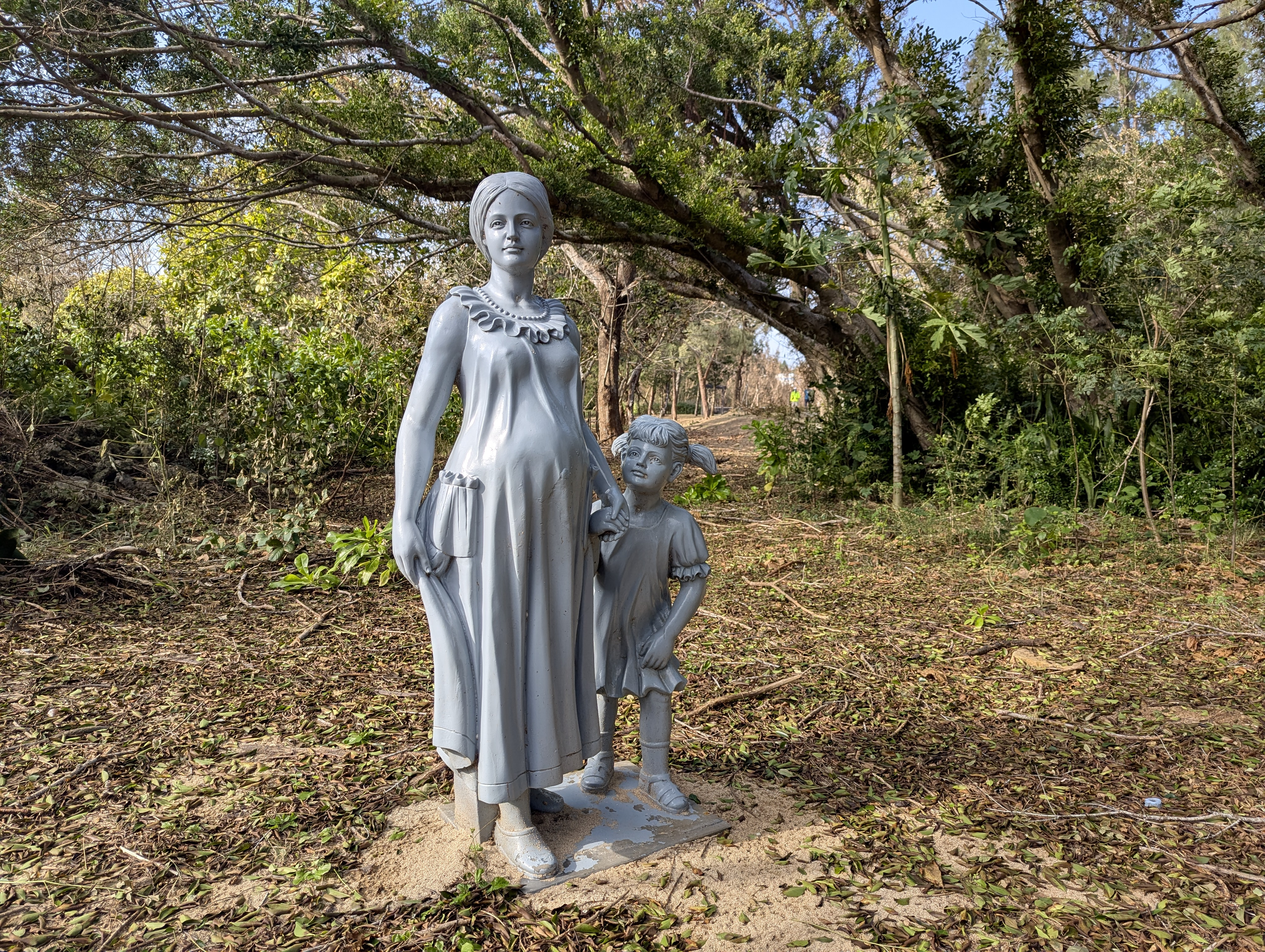

## 相關紀錄片
- 此次空難製播為《空中浩劫》第六季「Air Crash Investigation: Shattered in Seconds」，於2009年6月2日晚間9時於國家地理頻道亞洲播映，標題為「華航浩劫」[35]。另外，亦於同日晚上10點在國家地理頻道（台灣版本）播映（台灣版列為第7季）。
- 2003年公視紀錄片《美麗的遠行》，悼念在空難中喪生的華航空姐徐惠婷。

### 官方資料
- 《中華航空CI-611號班機事故調查報告》，中華民國行政院飛航安全委員會，2005年，台北。

- 中華航空公司CI611班機於澎湖縣馬公市東北23浬處之臺灣海峽上空空中解體
- 飛航事故調查報告  第一冊
- 飛航事故調查報告 第二冊

- 中華民國法務部

- . 中華民國法務部澎湖地檢署. 2005-11-12  [2016-06-05].（「華航五二五空難事故檢察機關相驗實錄」pdf下載處，已去除）
- . 臺灣澎湖地方法院檢察署. 2002: 259頁 [2002]. ISBN 978-957-01-2250-3.（nlpi）

## 外部連結
- Ballistic Trajectory Analysis for the CI611 Accident Investigation（（页面存档备份，存于））
- 事故描述–Aviation-Safety.net（页面存档备份，存于）
- 向0525事件罹難者及其家屬致哀 - 中華航空
- 行政院飛航安全委員會調查報告
- B-18255墜毀之前的照片 （页面存档备份，存于）
- 馬公航空站大事記
- http://www.asc.gov.tw/author_files/CI_611_Maping_rev1.pdf華航CI-611事故調查地理資訊系統整合]" (（页面存档备份，存于）). 飛航安全調查委員會
- "Cracks blamed for 2002 China Airlines crash", CBC News, 25 February 2005 （页面存档备份，存于）
- Crashed China Airlines Plane Said to Break up in Sky （页面存档备份，存于）, 人民日报
- "CAL 747 crashes with 225 aboard （页面存档备份，存于）," 臺北時報
- "China Airlines back in the dock （页面存档备份，存于）," BBC
- Between the Shores of Life and Death
- Set the Kite Free
- Taiwan says crashed China Air jet missed check-ups
- B-18255 Seat Plan （页面存档备份，存于）
- China Airlines flight 611 disaster Tzu Chi mobilizes volunteers from all over Taiwan to help Tzu Chi
- Jiang Expresses Condolence Over Victims of China Airlines Crash (05/27/02) （页面存档备份，存于）